# Turn- und Sportverein München von 1860 2008-2009
Questa voce raccoglie le informazioni riguardanti il Turn- und Sportverein München von 1860 nelle competizioni ufficiali della stagione 2008-2009.

## Stagione
In questa stagione la squadra vede il ritorno di Benjamin Lauth, giovane talento molto apprezzato dai tifosi, ceduto dopo la retrocessione del 2004. Il club parte con tre sconfitte consecutive per poi trovare una certa stabilità verso metà stagione. Anche quest'anno, tuttavia, deve lottare fino alla fine per la permanenza in 2. Bundesliga, permanenza conquistata virtualmente alla penultima giornata, dopo l'1-1 casalingo contro l'Alemannia Aquisgrana (non proprio matematicamente, poiché aveva solo 3 punti in più dell'Osnabrück, ma una differenza reti di +16). L'ultima vittoria in campionato di questa stagione risale addirittura alla ventitreesima giornata (3-2 sul campo dell'Ingolstadt 04).

## Rosa
| N. |                        | Ruolo | Calciatore         |
| -- | ---------------------- | ----- | ------------------ |
| 1  | Germania (bandiera)    | P     | Michael Hofmann    |
| 29 | Germania (bandiera)    | P     | Markus Krauss      |
| 12 | Germania (bandiera)    | P     | Philipp Tschauner  |
| 6  | Francia (bandiera)     | D     | Mathieu Béda       |
| 20 | Germania (bandiera)    | D     | Christoph Burkhard |
| 19 | Georgia (bandiera)     | D     | Mate Ghvinianidze  |
| 4  | Germania (bandiera)    | D     | Torben Hoffmann    |
| 14 | Grecia (bandiera)      | D     | José Holebas       |
| 33 | Stati Uniti (bandiera) | D     | Fabian Johnson     |
| 13 | Germania (bandiera)    | D     | Florian Jungwirth  |
| 2  | Serbia (bandiera)      | D     | Antonio Rukavina   |
| 3  | Germania (bandiera)    | D     | Michael Schick     |
| 23 | Germania (bandiera)    | D     | Benjamin Schwarz   |
| 16 | Germania (bandiera)    | D     | Markus Thorandt    |
| 15 | Germania (bandiera)    | C     | Stefan Aigner      |

| N. |                     | Ruolo | Calciatore            |
| -- | ------------------- | ----- | --------------------- |
| 26 | Austria (bandiera)  | C     | Julian Baumgartlinger |
| 22 | Germania (bandiera) | C     | Lars Bender           |
| 17 | Germania (bandiera) | C     | Sven Bender           |
| 7  | Germania (bandiera) | C     | Daniel Bierofka       |
| 24 | Serbia (bandiera)   | C     | Nikola Gulan          |
| 25 | Canada (bandiera)   | C     | Nikolas Ledgerwood    |
| 8  | Germania (bandiera) | C     | Danny Schwarz         |
| 9  | Germania (bandiera) | A     | Antonio di Salvo      |
| 35 | Germania (bandiera) | A     | Mathias Fetsch        |
| 11 | Germania (bandiera) | A     | Benjamin Lauth        |
| 37 | Togo (bandiera)     | A     | Peniel Mlapa          |
| 18 | Germania (bandiera) | A     | Marvin Pourie         |
| 10 | Germania (bandiera) | A     | Sascha Rösler         |
| 27 | Germania (bandiera) | A     | Manuel Schäffler      |
| 21 | Germania (bandiera) | A     | Markus Schroth        |

## Organigramma societario
Area direttiva
- Presidente:  Rainer Beeck[1]

Area tecnica
- Allenatore:  Marco Kurz fino al 24/02/2009, poi dal 25/02/2009  Uwe Wolf fino al 13/05/2008, infine dal 14/05/2009  Ewald Lienen[2]
- Allenatore in seconda: Abder Ramdane
- Preparatore dei portieri: Jürgen Wittmann
- Preparatori atletici:

## Risultati

### 2. Bundesliga

#### Girone di andata
| Arbitro: | Seemann |

|                                   |           |           |
| Güneş 28’ Ghvinianidze 65’ (aut.) | Marcatori | 31’ Lauth |

| Arbitro: | Weiner |

|               |           |                       |
| Kučuković 47’ | Marcatori | 7’ Karhan 32’ Noveski |

| Arbitro: | Christ |

|                        |           |              |
| Miletic 57’ Müller 90’ | Marcatori | 85’ Bierofka |

| Arbitro: | Drees |

|                          |           |  |
| Bierofka 29’ Gebhart 71’ | Marcatori |  |

| Arbitro: | Fritz |

|            |           |  |
| Trojan 23’ | Marcatori |  |

| Arbitro: | Rafati |

|              |           |               |
| Bierofka 42’ | Marcatori | 82’ Neuendorf |

| Arbitro: | Steuer |

|  |           |                                    |
|  | Marcatori | 52’ Johnson 65’ Gebhart 75’ Bender |

| Arbitro: | Dingert |

|                            |           |              |
| Gebhart 56’ Lauth 61’, 64’ | Marcatori | 3’ Burkhardt |

| Arbitro: | Wagner |

|  |           |                          |
|  | Marcatori | 40’ Ledgerwood 55’ Lauth |

| Arbitro: | Schriever |

|             |           |  |
| Gebhart 70’ | Marcatori |  |

| Kaiserslautern 3 novembre 2008, ore 20:15 CET 11ª giornata | Kaiserslautern | 0 – 0 referto | Monaco 1860 | Fritz-Walter-Stadion (35 168 spett.)\| Arbitro: \| Gagelmann \| |
| Arbitro:                                                   | Gagelmann      |               |             |                                                                 |

| Arbitro: | Grudzinski |

|  |           |               |
|  | Marcatori | 32’ Terranova |

| Arbitro: | Kircher |

|  |           |           |
|  | Marcatori | 16’ Baier |

| Arbitro: | Meyer |

|  |           |           |
|  | Marcatori | 77’ Lauth |

| Arbitro: | Zwayer |

|                                  |           |                                             |
| Lauth 6’ Gebhart 34’ Holebas 58’ | Marcatori | 73’ (aut.) Schwarz 81’ Orahovac 90’ Siegert |

| Arbitro: | Schößling |

|                         |           |  |
| Milchraum 1’ Holtby 85’ | Marcatori |  |

| Arbitro: | Weiner |

|              |           |            |
| Thorandt 55’ | Marcatori | 38’ Boakye |

#### Girone di ritorno
| Arbitro: | Bandurski |

|  |           |                         |
|  | Marcatori | 27’ Toprak 62’ Schuster |

| Arbitro: | Gräfe |

|                     |           |                         |
| Heller 4’ Borja 34’ | Marcatori | 37’ Schäffler 66’ Lauth |

| Arbitro: | Wingenbach |

|                          |           |            |
| Bierofka 1’ Rukavina 68’ | Marcatori | 81’ Müller |

| Arbitro: | Welz |

|                                   |           |               |
| Kouemaha 7’, 35’, 76’ Makiadi 70’ | Marcatori | 72’ Schäffler |

| Arbitro: | Walz |

|                                                            |           |             |
| Bender 7’ Schäffler 11’ Johnson 22’ Lauth 39’ Hoffmann 76’ | Marcatori | 33’ Hoilett |

| Arbitro: | Kinhöfer |

|                                    |           |                                  |
| Jungwirth 28’ (rig.) Wohlfarth 34’ | Marcatori | 2’ Lauth 36’ Thorandt 41’ Bender |

| Arbitro: | Frank |

|           |           |              |
| Lauth 80’ | Marcatori | 12’ Husterer |

| Arbitro: | Rafati |

|             |           |  |
| Sararer 77’ | Marcatori |  |

| Arbitro: | Fritz |

|           |           |              |
| Lauth 57’ | Marcatori | 15’ Heidrich |

| Arbitro: | Thielert |

|                            |           |                               |
| Maletić 4’ Taylor 33’, 65’ | Marcatori | 54’ Lauth 66’ (aut.) Hartmann |

| Arbitro: | Gräfe |

|           |           |               |
| Schick 6’ | Marcatori | 28’ Jendrišek |

| Arbitro: | Henschel |

|           |           |              |
| Nöthe 13’ | Marcatori | 40’ Hoffmann |

| Arbitro: | Kempter |

|                                 |           |  |
| Thurk 20’, 71’ (rig.) Costa 86’ | Marcatori |  |

| Arbitro: | Wagner |

|                                    |           |                             |
| Schäffler 19’ Lauth 56’ Rösler 90’ | Marcatori | 34’, 85’ Kern 45’ Fillinger |

| Wiesbaden 12 maggio 2009, ore 17:30 CEST 32ª giornata | Wehen Wiesbaden | 0 – 0 referto | Monaco 1860 | BRITA-Arena (6 020 spett.)\| Arbitro: \| Steinhaus \| |
| Arbitro:                                              | Steinhaus       |               |             |                                                       |

| Arbitro: | Kempter |

|           |           |          |
| Lauth 33’ | Marcatori | 83’ Auer |

| Arbitro: | Rafati |

|                       |           |           |
| Eigler 30’ Mintál 34’ | Marcatori | 83’ Lauth |

### Coppa di Germania
| Arbitro: | Steinhaus |

|  |           |                         |
|  | Marcatori | 21’ Lauth 23’ Kučuković |

| Arbitro: | Meyer |

|                                                |                      |                                           |
| Berhalter Gebhart Hoffmann Ledgerwood Bierofka | Tiri di rigore 5 – 4 | Tararache Schlicke Makiadi Brzenska Şahan |

| Arbitro: | Weiner |

|                    |           |              |
| Olić 44’, 78’, 85’ | Marcatori | 87’ Bierofka |

## Statistiche

### Statistiche di squadra
| Competizione      | Punti | In casa | In casa | In casa | In casa | In casa | In casa | In trasferta | In trasferta | In trasferta | In trasferta | In trasferta | In trasferta | Totale | Totale | Totale | Totale | Totale | Totale | DR |
| Competizione      | Punti | G       | V       | N       | P       | Gf      | Gs      | G            | V            | N            | P            | Gf           | Gs           | G      | V      | N      | P      | Gf     | Gs     | DR |
| ----------------- | ----- | ------- | ------- | ------- | ------- | ------- | ------- | ------------ | ------------ | ------------ | ------------ | ------------ | ------------ | ------ | ------ | ------ | ------ | ------ | ------ | -- |
| 2. Bundesliga     | 39    | 17      | 5       | 8       | 4       | 26      | 21      | 17           | 4            | 4            | 9            | 18           | 25           | 34     | 9      | 12     | 13     | 44     | 46     | -2 |
| Coppa di Germania | -     | 1       | 0       | 1       | 0       | 0       | 0       | 2            | 1            | 0            | 1            | 3            | 3            | 3      | 1      | 1      | 1      | 3      | 3      | 0  |
| Totale            | -     | 18      | 5       | 9       | 4       | 26      | 21      | 19           | 5            | 4            | 10           | 21           | 28           | 37     | 10     | 13     | 14     | 47     | 49     | -2 |

### Andamento in campionato
| Giornata  | 1  | 2  | 3  | 4  | 5  | 6  | 7  | 8  | 9 | 10 | 11 | 12 | 13 | 14 | 15 | 16 | 17 | 18 | 19 | 20 | 21 | 22 | 23 | 24 | 25 | 26 | 27 | 28 | 29 | 30 | 31 | 32 | 33 | 34 |
| --------- | -- | -- | -- | -- | -- | -- | -- | -- | - | -- | -- | -- | -- | -- | -- | -- | -- | -- | -- | -- | -- | -- | -- | -- | -- | -- | -- | -- | -- | -- | -- | -- | -- | -- |
| Luogo     | T  | C  | T  | C  | T  | C  | T  | C  | T | C  | T  | C  | C  | T  | C  | T  | C  | C  | T  | C  | T  | C  | T  | C  | T  | C  | T  | C  | T  | T  | C  | T  | C  | T  |
| Risultato | P  | P  | P  | V  | P  | N  | V  | V  | V | V  | N  | P  | P  | V  | N  | P  | N  | P  | N  | V  | P  | V  | V  | N  | P  | N  | P  | N  | N  | P  | N  | N  | N  | P  |
| Posizione | 14 | 18 | 18 | 12 | 15 | 15 | 13 | 10 | 9 | 6  | 6  | 8  | 8  | 8  | 8  | 11 | 11 | 11 | 11 | 11 | 12 | 10 | 9  | 10 | 10 | 10 | 10 | 10 | 10 | 11 | 12 | 12 | 12 | 12 |

Legenda:

Luogo: C = Casa; T = Trasferta. Risultato: V = Vittoria; N = Pareggio; P = Sconfitta.

### Statistiche dei giocatori
| Giocatore         | 2. Bundesliga | 2. Bundesliga | 2. Bundesliga | 2. Bundesliga | Coppa di Germania | Coppa di Germania | Coppa di Germania | Coppa di Germania | Totale   | Totale | Totale      | Totale     |
| Giocatore         | Presenze      | Reti          | Ammonizioni   | Espulsioni    | Presenze          | Reti              | Ammonizioni       | Espulsioni        | Presenze | Reti   | Ammonizioni | Espulsioni |
| ----------------- | ------------- | ------------- | ------------- | ------------- | ----------------- | ----------------- | ----------------- | ----------------- | -------- | ------ | ----------- | ---------- |
| M. Hofmann        | 9             | 0             | 0             | 0             | -                 | -                 | -                 | -                 | 9        | 0      | 0           | 0          |
| M. Krauss         | -             | -             | -             | -             | -                 | -                 | -                 | -                 | -        | -      | -           | -          |
| P. Tschauner      | 26            | 0             | 0             | 0             | 3                 | 0                 | 0                 | 0                 | 29       | 0      | 0           | 0          |
| M. Béda           | 25            | 0             | 3             | 1             | 3                 | 0                 | 0                 | 0                 | 28       | 0      | 3           | 1          |
| C. Burkhard       | -             | -             | -             | -             | -                 | -                 | -                 | -                 | -        | -      | -           | -          |
| M. Ghvinianidze   | 20            | 0             | 2             | 0             | 2                 | 0                 | 0                 | 0                 | 22       | 0      | 2           | 0          |
| T. Hoffmann       | 24            | 2             | 4             | 0             | 2                 | 0                 | 0                 | 0                 | 26       | 2      | 4           | 0          |
| J. Holebas        | 24            | 1             | 1             | 0             | 1                 | 0                 | 0                 | 0                 | 25       | 1      | 1           | 0          |
| F. Johnson        | 33            | 2             | 2             | 0             | 3                 | 0                 | 0                 | 0                 | 36       | 2      | 2           | 0          |
| F. Jungwirth      | -             | -             | -             | -             | -                 | -                 | -                 | -                 | -        | -      | -           | -          |
| A. Rukavina       | 15            | 1             | 7             | 0             | -                 | -                 | -                 | -                 | 15       | 1      | 7           | 0          |
| M. Schick         | 9             | 1             | 3             | 0             | -                 | -                 | -                 | -                 | 9        | 1      | 3           | 0          |
| B. Schwarz        | 8             | 0             | 1             | 0             | 1                 | 0                 | 1                 | 0                 | 9        | 0      | 2           | 0          |
| M. Thorandt       | 27            | 2             | 9             | 0             | 1                 | 0                 | 0                 | 0                 | 28       | 2      | 9           | 0          |
| S. Aigner         | 14            | 0             | 3             | 0             | 1                 | 0                 | 1                 | 0                 | 15       | 0      | 4           | 0          |
| J. Baumgartlinger | 8             | 0             | 1             | 0             | -                 | -                 | -                 | -                 | 8        | 0      | 1           | 0          |
| L. Bender         | 15            | 3             | 3             | 0             | 2                 | 0                 | 0                 | 0                 | 17       | 3      | 3           | 0          |
| S. Bender         | 25            | 0             | 7             | 0             | 1                 | 0                 | 0                 | 0                 | 26       | 0      | 7           | 0          |
| D. Bierofka       | 11            | 4             | 2             | 0             | 3                 | 1                 | 1                 | 0                 | 14       | 5      | 3           | 0          |
| N. Gulan          | 3             | 0             | 0             | 0             | -                 | -                 | -                 | -                 | 3        | 0      | 0           | 0          |
| N. Ledgerwood     | 23            | 1             | 4             | 1             | 2                 | 0                 | 0                 | 0                 | 25       | 1      | 4           | 1          |
| D. Schwarz        | 10            | 0             | 1             | 0             | 1                 | 0                 | 0                 | 0                 | 11       | 0      | 1           | 0          |
| A. Salvo          | 12            | 0             | 2             | 0             | 2                 | 0                 | 0                 | 0                 | 14       | 0      | 2           | 0          |
| M. Fetsch         | 2             | 0             | 0             | 0             | -                 | -                 | -                 | -                 | 2        | 0      | 0           | 0          |
| B. Lauth          | 34            | 15            | 4             | 0             | 3                 | 1                 | 0                 | 0                 | 37       | 16     | 4           | 0          |
| P. Mlapa          | 2             | 0             | 0             | 0             | -                 | -                 | -                 | -                 | 2        | 0      | 0           | 0          |
| M. Pourie         | 4             | 0             | 0             | 0             | 1                 | 0                 | 0                 | 0                 | 5        | 0      | 0           | 0          |
| S. Rösler         | 13            | 1             | 3             | 0             | 1                 | 0                 | 0                 | 0                 | 14       | 1      | 3           | 0          |
| M. Schäffler      | 32            | 4             | 3             | 0             | 1                 | 0                 | 0                 | 0                 | 33       | 4      | 3           | 0          |
| M. Schroth        | -             | -             | -             | -             | -                 | -                 | -                 | -                 | -        | -      | -           | -          |
| G. Berhalter      | 18            | 0             | 2             | 0             | 3                 | 0                 | 0                 | 0                 | 21       | 0      | 2           | 0          |
| T. Gebhart        | 16            | 5             | 4             | 0             | 1                 | 0                 | 1                 | 0                 | 17       | 5      | 5           | 0          |
| M. Kučuković      | 6             | 1             | 1             | 0             | 1                 | 1                 | 0                 | 0                 | 7        | 2      | 1           | 0          |